# Keiko Sugiura
Pour les articles homonymes, voir  Sugiura.
Keiko Sugiura (杉浦佳子, Sugiura Keiko), née le 26 décembre 1970 à Kakegawa (préfecture de Shizuoka), est une coureuse cycliste handisport japonaise concourant dans la catégorie C3. Après deux titres mondiaux en course sur route en 2017 et 2018, elle est double médaillée d'or aux Jeux paralympiques d'été de 2020.

## Carrière
Née à Kakegawa en décembre 1970, elle fait ses études à la Kakegawa Nishi High School puis à la université Kitasato (en).
En avril 2016, Keiko Sugiura est blessée durant un triathlon à Shizuoka et subit une commotion cérébrale, une hémorragie méningée, une fracture du crâne, de la clavicule des côtes et de l'omoplate ainsi que des lésions du canal de trisection. Malgré les soins, elle garde des séquelles cérébrale et se tourne vers le handisport. L'année suivante, elle remporte l'or de la course en ligne aux Mondiaux 2017 puis l'or sur la course sur route en 2018.
Lors des Jeux de 2020 alors qu'elle a 50 ans, Sugiura devient la championne paralympique la plus âgée de l'histoire du Japon d'abord en remportant l'or sur la course sur route C1-3 en 1 h 12 min 55 s devant la Suédoise Anna Beck et l'Australienne Paige Greco. Elle est également médaillée d'or sur la course en ligne C1-3 en 25 min 55 s 76 encore une fois devant Beck et Greco.

## Palmarès

### Jeux paralympiques
- médaille d'or de la course en ligne C1-3 aux Jeux paralympiques d'été de 2020 à Tokyo
- médaille d'or de la course sur route C1-3 aux Jeux paralympiques d'été de 2020 à Tokyo
- médaille d'or de la course sur route C1-3 aux Jeux paralympiques d'été de 2024 à Paris

### Championnats du monde
- médaille d'or de la course sur route aux Championnats du monde 2017 à Pietermaritzburg
- médaille d'or de la course sur route aux Championnats du monde 2018 à Maniago
- médaille d'or de la poursuite aux Championnats du monde 2023 à Glasgow
- médaille d'argent de la course en ligne aux Championnats du monde 2018 à Maniago
- médaille d'argent de la course en ligne aux Championnats du monde 2019 à Emmen
- médaille d'argent de la course sur route aux Championnats du monde 2019 à Emmen
- médaille de bronze de la course en ligne aux Championnats du monde 2017 à Pietermaritzburg